# Fernando Ansúrez II
Fernando Ansúrez II (muerto en 978, después del 23 de abril) fue el conde de Monzón, Peñafiel y Campos desde 950 y uno de los nobles más poderosos del Reino de León en su tiempo. Fue el hijo mayor de Ansur Fernández y nieto de Fernando Ansúrez, miembro de la familia Ansúrez. Su hermana Teresa Ansúrez fue la consorte del rey Sancho I y regente de su hijo Ramiro III.
Fernando tenía seis hermanos (Oveco, Gonzalo, Osorio, Muño, Gutier y Nuño) en el momento de su primera aparición en registros contemporáneos (943), pero poco después de ser nombrado conde de Monzón (951) sólo dos, Gonzalo y Muño, aún vivían, y se registraron como condes junto con él. El primer registro de Fernando como conde es su confirmación de un diploma del 17 de junio de 950, donde firma cuando Fredinandus Assurez comes. Fernando probablemente sucedió a su padre, con aprobación real, pero hay un lapso en la documentación relativa al condado de Monzón entre 947 y 950.

## Relación con el califa
El 12 de agosto de 971, según Ibn Hayyan, el califa de Córdoba, Alhakén II, recibió seis embajadas cristianas distintas en su palacio de al-Zahra. La segunda embajada que recibió era dirigida por un tal Esimero (Jimeno) y su compañero Elgas, enviados por el conde Ansúrez. El 24 de junio de 974, el califa recibió cuatro embajadas cristianas más. La primera fue la de Guitart con una carta del conde barcelonés Borrell II, solicitando la renovación del tratado entre Córdoba y el condado. La segunda era de Oton II, llamado «rey de los francos» por el historiador Ahmad ibn Muhammad al-Razi. El representante era el conde Asraka Ibn Umar Dawud, quien buscaba renovar las garantías de amistad. La tercera embajada era encabezada por el obispo de Yrns, quizás «Iruña» (en referencia a Pamplona), y Nuño González, buscaba extender un acuerdo con Castilla que estaba por acabarse. La cuarta era enviada por Ansúrez y buscaba prolongar las relaciones pacíficas. Todos fueron recibidos con hospitalidad.
Ansúrez también envió embajadas en octubre de 971. El 23 de septiembre de 97], el califa recibió a embajadores del Reino de Navarra, el conde de Monzón, los Banu Gómez de Saldaña y Carrión y el magnate Rodrigo Velázquez de Galicia. El califa le dio regalos a cambio de los informes recibidos.

## Muerte y sucesión
El 25 de agosto de 976, Ansúrez, mediante una carta, donó las aldeas de Tello Barba, Coresce, Sarracino y Gallegos al monasterio de Sahagún, jactándose que su padre había sido fiel al rey Ramiro II, y le había servido en mil batallas.
En el momento de su muerte, el conde de Monzón no tenía hijos vivos. Fue sucedido por su hermana Teresa y su hijo Ramiro III. Este aviso se conserva en la abadía de Husillos, a la que su hermana y sobrino donaron las aldeas de San Julián y Abandella por el bien del alma del conde. También, por su falta de hijos, le legó a su viuda Toda Dueñas, donde se menciona que impartía justicia en 980.
El condado pasaría posteriormente a García Fernández, quedando unido al de Castilla.